# Ernest John Moeran
Ernest John Smeed Moeran (Heston, Middlesex, 31 de diciembre de 1894-Kenmare, 1 de diciembre de 1950) fue un compositor inglés particularmente ligado a Irlanda, cuyo estilo compositivo estuvo fuertemente influenciado por la música folclórica inglesa de Norfolk y Suffolk e irlandesa de la que fue un ávido recopilador.

## Biografía
Nacido en lo que hoy está incorporado al municipio de Hounslow del Gran Londres, era hijo del reverendo Joseph William Moeran, clérigo irlandés y su esposa Ada Esther Whall. La familia se mudó varias veces a diferentes ciudades debido a la actividad de su padre, que fue asignado a diferentes parroquias. Finalmente se establecieron en Bacton en la costa de Norfolk. Moeran estudió violín y piano en su casa, desde la infancia, cuando tenía 5 o 6 años, pues su madre era una talentosa pianista y cantante y posteriormente bajo la dirección de una institutriz. A la edad de diez años fue enviado a la Suffield Park Preparatory School de Cromer en el norte de Norfolk. En 1908 ingresó en la Uppingham School, donde permaneció durante los siguientes cinco años. Estudió música con el director Robert Sterndale Bennett (nieto de Sir William Sterndale Bennett), quien alentó enormemente las posibilidades de su talento musical. Se convirtió en un buen pianista y aprendió el violín, con lo que empezó a tocar en grupos de cámara y comenzó a componer. Dejó Uppingham en 1913, para estudiar piano y composición musical en el Royal College of Music de Londres con Charles Villiers Stanford,  llegando a ser miembro del prestigioso Oxford and Cambridge Musical Club. Algunos bocetos de composiciones para piano de este período han sobrevivido en forma de manuscrito. En 1914 pasó a servir en el ejército británico durante la Primera Guerra Mundial, donde resultó gravemente herido en la cabeza en Bullecourt en 1917.  Esta heridasegún algunos, requirió cirugía de emergencia, incluida la inserción de una placa de metal en el cráneo, lo que pudiera explicar sus posteriores inestabilidades y comportamientos erráticos y su eventual desarrollo del alcoholismo, como consecuencia de la operación y las secuelas de esta herida. Sin embargo, otras narraciones sugieren que la herida fue menos grave, y que no fue necesaria una placa de metal. En agosto de 1917, Moeran interpretó una composición de piano muy exigente en un concierto de Londres, lo que indica que se encontraba en un estado de forma razonable en ese momento.

### Compositor emergente
Tras el final de la guerra regresó por unos meses a la Uppingham School, donde se convirtió en profesor de música, pero no satisfecho con el trabajo volvió al Royal College of Music para retomar los estudios de composición, con John Ireland, quien había sido alumno de Charles Villiers Stanford. Rápidamente se ganó la reputación de joven compositor prometedor con una serie de obras que fueron muy bien recibidas. 
En los cinco productivos años que siguieron al final de la guerra, estableció su reputación como compositor con un flujo constante de obras en diferentes géneros. Según el crítico Herbert Foss, estas tempranas obras muestran una fluidez que frecuentemente estuvo ausente en años posteriores. Incluían numerosas canciones, varias obras de piano y de cámara y sus primeros intentos de escritura orquestal, con la sinfónica In The Mountain Country y dos Rapsodias. Estas primeras obras orquestales muestran influencias de Delius y Vaughan Williams, pero también demuestran la emergencia de algo distinto e individual.
Durante este período, Moeran recopiló muchas melodías populares de pubs rurales de Norfolk. Su contribución a esta área de trabajo fue reconocida en 1923, cuando fue elegido miembro del comité de la Folksong Society. A medida que su reputación crecía, formó importantes amistades con figuras destacadas de la escena musical, entre las que se encontraba Hamilton Harty, que dirigió la segunda Rapsodia orquestal de Moeran y luego encargó una sinfonía al joven compositor. Moeran, aunque lo intentó, en esta etapa de su carrera, no pudo cumplir con el proyecto, que fue dejado de lado por el momento. Tuvo amistad con el escritor, crítico y compositor Philip Heseltine (más conocido por su seudónimo de Peter Warlock) y, como él, un prolífico compositor. Heseltine era un gran admirador de Moeran y en una crítica de 1924 de sus primeras obras, escribió: «No hay compositor británico del que podamos esperar con más confianza un trabajo de calidad musical y duradera en los próximos diez años que en el caso de Jack Moeran; ciertamente no hay nadie que a sus años, haya logrado tanto hasta este momento».

### Heseltine and Eynsford
La amistad entre Moeran y Heseltine se profundizó, y en 1925 alquilaron una cabaña de campo en Eynsford, Kent, junto con el artista Hal Collins. La cabaña atrajo a muchos visitantes del mundo musical y artístico, y pronto llegó a ser conocida como centro de fiestas salvajes y otras extravagancias, que implicaban sobre todo, beber en exceso. El consumo excesivo de alcohol pareció tener poco efecto en Heseltine, que continuó trabajando de manera productiva, pero no a Moeran, cuya creatividad pronto comenzó a decaer. Le resultaba difícil hacer frente a las distracciones que le proporcionaba la cabaña, su producción compositiva disminuyó y finalmente cesó por completo, hasta el punto que abandonó la escena musical de Londres, y ya no asistió al Oxford and Cambridge Musical Club. Además, estaba cayendo en el alcoholismo y bajo el hechizo de la personalidad más fuerte de Heseltine. Más tarde, Moeran admitió una pérdida de fe en sus habilidades y descubrió que cuanto más se demoraba, más difícil era reanudar el trabajo.
Las pocas obras completadas durante los años de Eynsford (1925-1928) incluyen su única colaboración con Heseltine, una canción que se canta mientras se bebe, llamada 'Maltworms', escrita para su interpretación en un festival de teatro en el cercano pueblo de Shoreham (Kent). Heseltine escribió una melodía para las dos primeras líneas, Moeran continuó con las siguientes, y así sucesivamente. Las partes se compusieron para la banda de música del pueblo, pero la canción se retiró del festival y las partes de la banda se perdieron, aunque una versión, acompañada de piano, sobrevivió y se interpretó en el pub del pueblo.
Moeran dejó la cabaña en 1928, pero los efectos de su alcoholismo permanecieron. En agosto de 1929 los magistrados de Watford le multaron con £10 por estar ebrio conducndo un vehículo de motor. Ese mismo año se fue con Heseltine y otros a Francia, aparentemente para encontrarse con Delius. El viaje degeneró en una gran borrachera, durante la cual Moeran se llegó a desmayar en la calle. Cuando Heseltine murió en diciembre de 1930, probablemente por suicidio, Moeran quedó hundido. Escribió a la madre de Heseltine: "Su pérdida significará una brecha terrible para mí cuando vuelva a la normalidad y descubra que ya no está".

### Restablecimiento
Después de dejar Eynsford, Moeran regresó a la casa de sus padres y comenzó a retomar su carrera compositiva. El mundo musical no lo había olvidado. En enero de 1930, el crítico Hubert Foss escribió una revaluación de las obras anteriores de Moeran, refiriéndose al "Silencio demasiado largo" del compositor, pero vio esperanzas para el futuro: "Uno espera que de este corpus de obras tempranas pueda crecer una mente sinfónica, alguien que, con intensidad de forma y de expresión, nos pueda proporcionar una música a gran escala ”.
Un accidente a principios de 1930 le llevó a un período de convalecencia, brindándole la oportunidad de reconsiderar su estilo. Poco a poco, aparecieron nuevas obras: la Sonata para dos violines (1930), el String Trio (Trío de cuerdas) de 1931, dos obras orquestales: Wythorne's Shadow (1931) y Lonely Waters (1932). Una obra con coro, Songs of Springtime y una composición de 1933 sobre siete poemas isabelinos. Wythorne's Shadow fue escrita posiblemente como homenaje a Heseltine. Varias canciones, incluido un ciclo de seis canciones populares de Suffolk, indicaron la creciente importancia de la música folclórica para Moeran, y en 1931 se reincorporó al comité de la Folksong Society. También escribió música sacra, aunque la dio poco valor: "Esta tripa para la iglesia", la llamaba, y comentaba que solo lo hacía por el dinero que le proporcionaban.
Moeran llevó una vida itinerante en la década de 1930, quedándose en las distintas casas de sus padres o de sus amigos. Se interesó más por sus raíces irlandesas y comenzó a pasar gran parte del año en una casa de campo en Kenmare, condado de Kerry, donde llegó a ser una figura muy conocida y popular.{sfn|Self 2004}} Arnold Bax anotaba un comentario local: "Si alguna vez hubiera una decisión para elegir un alcalde de esta ciudad, Jack Moeran sería la primera opción para todos". La paz que encontró en la Irlanda rural le inspiró en 1934 a volver al proyecto sinfónico que había abandonado hace mucho tiempo. No obstante, en medio de esta creciente creatividad, Moeran siguió experimentando problemas con el alcoholismo. En enero de 1935 se le condenó a pasar nueve meses en un asilo de ancianos, por haber sido declarado culpable en Cambridge de conducir ebrio. Aunque esto interrumpió, su trabajo en la sinfonía, no la abandonó, finalizándola en 1937. Se estrenó en enero de 1938 en el Queen's Hall, bajo la dirección de Leslie Heward.
Los años que siguieron a la interpretación de la sinfonía fueron fructíferos y produjeron una serie de obras importantes: Concierto para violín (1937-1941), escrito principalmente en Irlanda y que refleja fuertes influencias irlandesas; la suite del madrigal Phyllida and Corydon (1939), posiblemente influenciada por la música de Bernard van Dieren; la Rapsodia en fa ♯ para piano y orquesta (1943), escrita para la pianista Harriet Cohen; la Overture for a Masque (1944), encargada por la Entertainments National Service Association (ENSA) y la Sinfonietta (1944), una de sus mejores composiciones, inspirada en parte por las colinas del país fronterizo galés en Radnorshire, la última ubicación de la casa familiar.

### Últimos años
Posiblemente ya en 1930, Moeran conociera a la violonchelista (Kathleen) Peers Coetmore. En 1943 renovaron su amistad y se desarrolló una relación que inspiró dos de las más importantes obras tardías de Moeran: el Concierto para violonchelo (1945) y la Sonata para violonchelo y piano (1947). Se casaron el 26 de julio de 1945.. Aunque el matrimonio trajo a Moeran alguna felicidad y estabilidad inicial, las ambiciones de Coetmore y las demandas de sus trabajos significaron que frecuentemente estaban separados, y la relación se volvió cada vez más tensa. Moeran bebía mucho, lo que provocó un mayor distanciamiento. En 1949, cuando Coetmore partió para una extensa gira por Sudáfrica, Australia y Nueva Zelanda, el matrimonio ya había terminado de hecho.
Moeran produjo tres obras tardías más: el Fantasy Quartet for oboe and strings (Fantasy Quartet para oboe y cuerdas) de 1946, escrito para Léon Goossens; la Serenata orquestal en Sol (1948), una colección de canciones y Canciones del condado de Kerry (1950). A lo largo de estos años luchó por completar una segunda sinfonía, y aunque compuso gran parte de la misma, repetidamente se mostraba insatisfecho con los resultados. En 1949 estuvo sometido a un nuevo tratamiento por alcoholismo. La primera interpretación de la sinfonía se había programado originalmente para la primavera de 1949, pero se pospuso, primero hasta 1950 y luego durante un año más. En marzo de 1950, Moeran que estaba en Irlanda, escribía a Coetmore sobre sus esperanzas de terminar la sinfonía allí. Primero se instaló en un lugar cerca de Dublín, pero en junio volvió a Kenmare. A estas alturas su estado mental no estaba bien y le preocupaba estar perdiendo la cabeza. No hay constancia de trabajos posteriores al proyecto sinfónico.
El 1 de diciembre de 1950, durante una fuerte tormenta invernal, Moeran abandonó su casa y caminó por el muelle de Kenmare, donde se le vio caer al agua. Cuando se recuperó su cuerpo, aunque en un principio se pensó que se había ahogado, posiblemente en un acto de suicidio, la evidencia médica indicó que había sufrido una hemorragia cerebral y había fallecido antes de entrar al agua. Después de un funeral muy concurrido, fue enterrado en el cementerio de Kenmare.

## Composiciones
Moeran llegó tarde al canon de los últimos grandes compositores británicos fuertemente influenciados por la canción popular y, por tanto, pertenece a la tradición lírica de compositores como Delius, Vaughan Williams e Ireland. La influencia de la naturaleza y los paisajes de Norfolk e Irlanda son, a menudo, evidentes en su música. Algunas de sus composiciones orquestales a gran escala fueron compuestas (o al menos concebidas) mientras Moeran caminaba por las colinas del oeste de Inglaterra, particularmente por Herefordshire y por Irlanda, donde la grandiosidad de las cadenas montañosas de Kerry le inspiraron fuertemente. Moeran era capaz de transmitir una amplia gama de emociones a través de su música y no tenía miedo de escribir en un idioma más oscuro y duro cuando le convenía. Su estilo es conservador pero no derivado.
En la época de Moeran, sin embargo, ese estilo ya era visto como algo anticuado y nunca logró un gran paso rupturista como compositor a pesar del éxito de la sombría Sinfonía en Sol menor (1934-1937) que generalmente es considerada su obra maestra. La Sinfonía se erige junto con la Sinfonía n.º 1 de  William Walton como una de las dos sinfonías más ajustadas y controladas que emanaron de las islas británicas en la época de entreguerras. La obra de Moeran muestra una forma robusta de sonata en el primer movimiento, junto con una estructura armónica cuestionadora, que, a primera vista, puede parecer ortodoxa, pero que con un análisis más profundo, indica la dicotomía del intervalo de la quinta (diatónico europeo) con el intervalo de la cuarta, que es a la vez la finalización de la quinta europea, pero también introduce la dimensión irlandesa, en la que la cuarta puede ser el intervalo predominante.
Aunque primero recibió una crítica favorable por su música de cámara y continuó componiendo obras significativas en este género, sus mayores logros en general se encuentran entre sus pocas obras orquestales a gran escala, incluyendo un Concierto para violín, Concierto para violonchelo, Sinfonietta y Serenade.
Moeran estaba muy interesado en la música folclórica y usó una extensa recopilación de canciones que había obtenido en los pubs de Norfolk, como parte de su material creativo. También hizo un gran uso de la música irlandesa. El material de Norfolk se puede sentir en las obras para piano de principios de la década de 1920. La influencia irlandesa se manifiesta en el segundo movimiento del Concierto para violín (Puck Fair at Killorglin?) y, más aún, en el segundo movimiento del Cuarteto de cuerda en Mi bemol, y en el Concierto para violonchelo, donde fragmentos de música irlandesa, en particular de 'The Star of County Down' (también utilizada por Vaughan Williams en su Five Variants of Dives and Lazarus), son evidentes.
Otra faceta de la música de Moeran es el madrigal. Una vez le dijo a un amigo que si alguna vez lo arrestaban y, por tanto, le obligaban a declarar su profesión, tendría que decir que era madrigalista. Moeran fue capaz de asombrar la invención armónica mientras trabajaba dentro de la forma del madrigal. En Spring the Sweet Spring, las armonías progresan desde las del madrigal hasta las armonías de un estilo  jazzístico que recuerda a Duke Ellington, lleno de contradicciones y acordes de notas añadidas. La Serenade, una obra orquestal, muestra una armonía madrigalista reelaborada por él, en un estilo austero donde los patrones tonales y armónicos duros se injertan en la base madrigalista para producir una música de extraordinaria frescura y originalidad que seguramente coloca a Moeran en el género de la música inventiva del siglo XX, más que en la 'Escuela Pastoral Inglesa' que, en sí misma, es posiblemente un nombre inapropiado.
Aunque no fue de ninguna manera un prolífico compositor para la Iglesia, sus Servicios en Re y Mi bemol todavía se interpretan hoy día.
Recientemente, ha existido un mayor interés por Moeran y se han realizado muchas grabaciones de sus obras, aunque algunas de ellas, como las canciones a los poemas de A. E. Housman y James Joyce, siguen siendo relativamente desconocidas.
Más de 40 de sus originales, incluido el de su inacabada Segunda Sinfonía en Mi bemol, fueron legados por su viuda Peers Coetmore al Victorian College of the Arts, ahora parte de la Universidad de Melbourne.
El director Martin Yates ha completado la Segunda Sinfonía a partir de bocetos. Una grabación de este trabajo, con Yates dirigiendo la Royal Scottish National Orchestra fue lanzada en octubre de 2011 con el sello Dutton Epoch (junto con la temprana Overture temprana basada en la Sinfonía en Sol mayor y la propia orquestación de Sarnia de Yates por John Ireland).

## Obras seleccionadas

### Sinfónicas
- In the Mountain Country, impresión sinfónica (1921)
- Rhapsody No. 1 in F major (Rapsodia n.º 1 en Fa mayor, 1922)
- Rhapsody No. 2 in E major (Rapsodia n.º 2 en Mi mayor, 1924; rev. 1941)
- Two Pieces for Small Orchestra (Dos piezas para pequeña orquesta, 1931):
  - Lonely Waters
  - Whythorne's Shadow
- Farrago, suite para orquesta (1932)
- Sinfonía en Sol menor (1934–37; dedicada a sir Hamilton Harty)
- Sinfonietta (1944; dedicada a Arthur Bliss)
- Overture for a Masque (Obertura para una máscara, 1944; dedicada a Walter Legge)
- Serenade in G major (Serenata en Sol mayor, 1948)
- Symphony No. 2 in E-flat major (Sinfonía n.° 2 en Mi bemol mayor– no finalizada y completada por Martin Yates-, 2011)

### Conciertos
- Violin Concerto (Concierto para violín, 1942; escrito para Arthur Catterall)
- Rhapsody No. 3 in F-sharp major for piano and orchestra (Rhapsody No. 3 en Fa sostenido mayor para piano y orquesta, 1943)
- Cello Concerto (Concierto para violonchelo, 1945; escrito para Peers Coetmore)

### Vocal
- Ludlow Town, ciclo de canciones (1920)
- Songs of Springtime, para coro mixto (1934)
- Nocturne, para barítono, coro y orquesta (1934; dedicado a la memoria de Frederick Delius)
- Phyllida and Corydon, for mixed chorus (1939)

### Música de cámara
- Piano Trio in D major (Trío de piano en Re mayor, 1920)
- String Quartet in A minor (Cuarteto de cuerda en La menor, 1921)
- Violin Sonata in E minor (Sonata para violín en Mi menor, 1923)
- Sonata for 2 Violins in A major (Sonata para 2 violines en La mayor, 1930)
- Trio for violin, viola and cello in G major (Trío para violín, viola y violonchelo en Sol mayor, 1931)
- Prelude for cello and piano (Preludio para violonchelo y piano, 1943, publicado en 1944, escrito para Peers Coetmore)
- Fantasy Quartet, for oboe and strings (Cuarteto Fantasía, para oboe y cuerdas, 1946)
- Cello Sonata in A minor (Sonata para violonchelo en La menor, 1947; escrito para Peers Coetmore)
- String Quartet in E-flat (Cuarteto de cuerda en Mi bemol)

### Piano
- Three Pieces (1919)
- Theme and Variations (1920)
- On a May Morning (1921)
- Stalham River (1921)
- Toccata (1921)
- Three Fancies (1922)
- Two Legends (1923)
- Bank Holiday (1925)
- Summer Valley (1925)
- Two Irish Folk Songs (1926, 1927)
- Berceuse (1933)
- Prelude in G minor (1933)